# Еберхард Діпген
Ебергард Діпген (нім. Eberhard Diepgen; нар. 13 листопада 1941, Панков) — німецький політик, член ХДС. Двічі (1984–1989 і 1991–2001) обіймав посаду правлячого бургомістра Берліна.

## Біографія

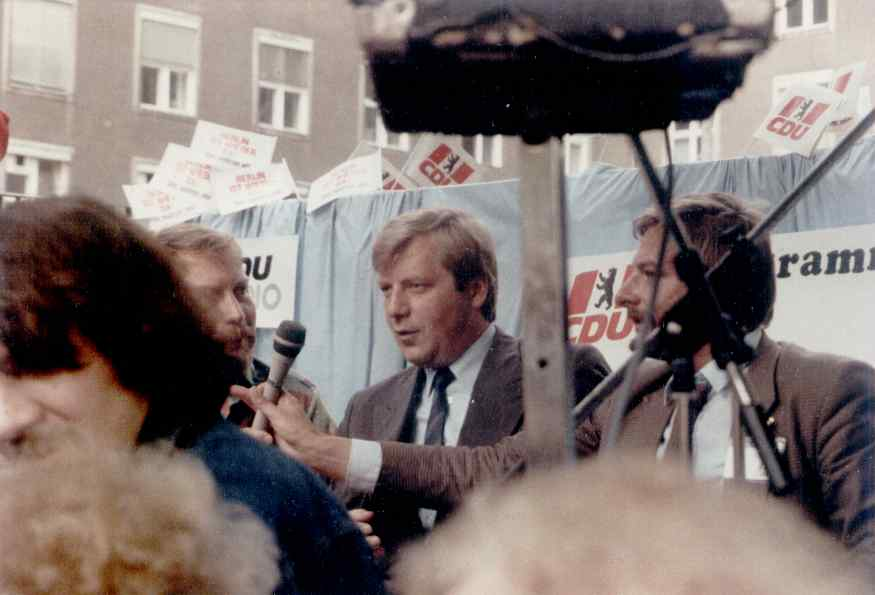
Еберхард Діпген під час передвиборної компанії в 1980-ті роки

Ебергард Діпген народився в берлінському Панкові. Після закінчення школи в 1960 році навчався на юридичному факультеті Вільного університету Берліна. Під час навчання брав активну участь у роботі студентських об'єднань. У 1962 році Діпген вступив в Християнсько-демократичний союз. У 1971 році він очолив місцеве правління партії, а в 1983 році був обраний головою регіонального відділення ХДС в Західному Берліні. Цю партійну посаду Еберхард Діпген займав протягом 19 років. У 1971 році Діпген вперше був обраний в міські збори депутатів Берліна і залишався депутатом до 2001 року. З 1980 року до свого обрання правлячим бургомістром Берліна в 1984 році і з 1989 по 1991 роки Ебергард Діпген був головою фракції ХДС у парламенті Берліна.
В даний час проживає зі своєю дружиною Монікою в Берліні й займається адвокатською діяльністю. У Діпгена є дорослі діти: дочка і син.

## Нагороди
Кавалер ордена «За заслуги перед Федеративною землею Берлін».